# Municipio de Glendorado
El municipio de Glendorado (en inglés: Glendorado Township) es un municipio ubicado en el condado de Benton en el estado estadounidense de Minnesota. En el año 2010 tenía una población de 762 habitantes y una densidad poblacional de 8,05 personas por km².

## Geografía
El municipio de Glendorado se encuentra ubicado en las coordenadas 45°36′40″N 93°48′51″O / 45.61111, -93.81417. Según la Oficina del Censo de los Estados Unidos, el municipio tiene una superficie total de 94.64 km², de la cual 94,49 km² corresponden a tierra firme y (0,16 %) 0,15 km² es agua.

## Demografía
Según el censo de 2010, había 762 personas residiendo en el municipio de Glendorado. La densidad de población era de 8,05 hab./km². De los 762 habitantes, el municipio de Glendorado estaba compuesto por el 99,34 % blancos, el 0,39 % eran amerindios, el 0,13 % eran asiáticos, el 0,13 % eran de otras razas. Del total de la población el 0,52 % eran hispanos o latinos de cualquier raza.